# サトゥルニノ・デ・ラ・フエンテ・ガルシア
サトゥルニノ・デ・ラ・フエンテ・ガルシア（Saturnino de la Fuente Garcia、1909年2月11日 - 2022年1月18日）は、スペインのスーパーセンテナリアン。スペイン・カスティーリャ・イ・レオン州在住の長寿の男性。2021年8月12日から死去するまで男性長寿世界一となっており、スペイン国内でもマリア・ブラニャス・モレラに次いで2番目の高齢者であった。また、スペインでの1909年生まれ最後の人物でもあった。誕生日は2月8日ともされるが、正しいのは2月11日である。

## 経歴
1909年2月11日生まれ。地元の工場で勤務し、13歳の頃から65歳のころまで靴職人として働いた。1927年にはフットボールクラブの創設者の一人になり、センターフォワードとして活躍した。フエンテはその後名誉会員となる。
1933年4月29日、アントニナ・バリオと結婚する。当時、7人の娘と1人の息子、計8人の子供を持っていた（そのうち3人はスペイン風邪とCOVID-19の影響で死去）。
1936年、スペイン内戦が勃発したが、自身の身長の関係でフエンテは戦うことはなかった。しかしその代わりにブーツ製造の仕事を行うこととなった。
1937年、コンドル軍団の航空機がフエンテがいた建物に墜落した際、3人が死亡したものの、フエンテは奇跡的に無傷で救出された。
2021年9月10日、「存命中の世界最高齢の男性」として正式にギネス世界記録に認定された。その際のインタビューで、長寿の秘訣は「穏やかな人生（をすごすこと）」と語った。
2022年1月18日に死去。

## 長寿記録
- 2019年2月11日、110歳の誕生日を迎える[10]。
- 2019年8月28日、イエス・マオス・ペレスの死去により、スペイン国内最高齢の男性となる。
- 2020年2月23日、渡邉智哲の死去により、世界で5番目に長寿の男性となる。[要出典]
- 2021年8月12日、エミリオ・フロレス・マルケスの死去により、世界最高齢男性となる。
- 2022年1月18日、112歳341日で死去した。次の男性長寿世界一はベネズエラ・タチラ州在住のフアン・ビセンテ・ペレス・モラとなった。